# Калінін Сергій Павлович
Сергій Павлович Калінін (рос. Сергей Павлович Калинин; 17 березня 1991, м. Омськ, СРСР) — російський хокеїст, правий нападник. Виступає за «Нью-Джерсі Девілс» у Національній хокейній лізі (НХЛ).  Майстер спорту.
Хокеєм почав займатися у 1998 році (перший тренер — Євген Корноухов). Вихованець хокейної школи «Авангард» (Омськ). Виступав за «Омські Яструби», «Авангард» (Омськ).
У чемпіонатах КХЛ — 202 матчі (30+32), у плей-оф — 33 матчі (3+2).
У складі національної збірної Росії учасник чемпіонату світу 2014 (9 матчів, 2+1). У складі молодіжної збірної Росії учасник чемпіонату світу 2011.
Досягнення
- Чемпіон світу (2014)
- Срібний призер чемпіонату Росії (2012)
- Переможець молодіжного чемпіонату світу (2011).